# 林碧英
林碧英（1920年—？），女，福建莆田人，中国数学教育家，曾任中国数学会理事，第三届全国人大代表，第五、六届全国政协委员。